# The Night They Drove Old Dixie Down
"The Night They Drove Old Dixie Down" is een nummer van de Canadees-Amerikaanse band The Band. Het verscheen op hun album The Band uit 1969. Op 22 september van dat jaar werd het uitgebracht als de B-kant van de single Up on Cripple Creek. In 1971 bracht Joan Baez op haar album Blessed Are... een cover uit die in augustus van dat jaar als single verscheen.

## The Band
- Levon Helm – solozang, drums
- Rick Danko – basgitaar, achtergrondzang
- Garth Hudson – melodica, schuiftrompet
- Richard Manuel – piano, achtergrondzang
- Robbie Robertson – akoestische en elektrische gitaar, achtergrondzang

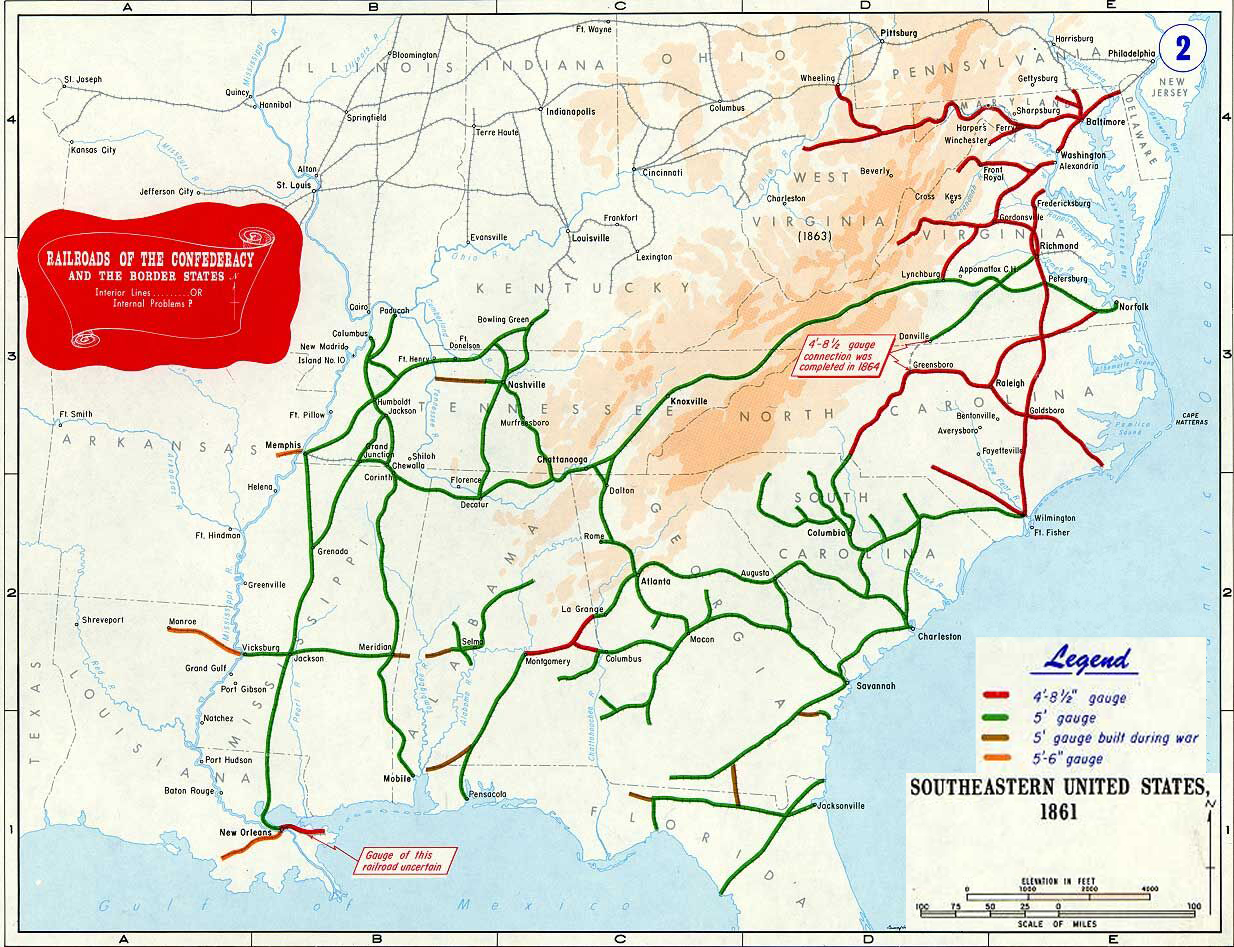
Spoorwegen van de Geconfedereerden in 1861

The Night They Drove Old Dixie Down is geschreven door gitarist Robbie Robertson en geproduceerd door John Simon. Robertson werkte ongeveer acht maanden aan het nummer. Volgens hem had hij de muziek al in zijn hoofd, maar had hij geen idee waar de tekst over zou gaan. Uiteindelijk kwam hij met het concept voor de tekst: de laatste dagen van de Amerikaanse Burgeroorlog. Robertson deed samen met drummer Levon Helm, afkomstig uit Arkansas (een van de Geconfedereerde Staten van Amerika), onderzoek naar het onderwerp. Helm vertelde hierover in zijn autobiografie: "Robbie en ik werkten aan 'The Night They Drove Old Dixie Down' in Woodstock. Ik weet nog dat we naar de bibliotheek gingen zodat hij onderzoek kon doen naar de geschiedenis en de geografie van die tijd, en zodat generaal Robert E. Lee met respect behandeld zou worden".
Het nummer wordt gezien als een van de hoogtepunten van het album The Band, ook bekend als "the brown album", dat meer nummers bevat met de geschiedenis van de Verenigde Staten als onderwerp. Bij optredens, live-opnamen, bootlegs en compilatiealbums van The Band had het een vaste plaats, inclusief het afscheidsconcert op Thanksgiving Day 1976 (verfilmd door Martin Scorsese als The Last Waltz) en ook nadat de groep in 1983 door Levon Helm in gewijzigde bezetting was heropgericht. In 2010 zette het tijdschrift Rolling Stone het op plaats 249 in de lijst The 500 Greatest Songs of All Time. 
The Night They Drove Old Dixie Down gaat over de fictieve Virgil Caine, een arme man afkomstig uit de 'Dixie' (de historische bijnaam van de Geconfedereerde Staten). Het lied begint met een verwijzing naar Stonemans Raid van 1865, meer bepaald het vernielen van spoorwegen ten zuidwesten van Danville door de cavalerie van de Noordelijke Staten, met als doel het leger van Robert E. Lee ernstig te hinderen, ook bij hun eventuele aftocht uit Richmond.
In de tekst wordt vermeld dat Richmond op 10 mei gevallen was, maar de aftocht uit de hoofdstad van de Geconfedereerden gebeurde al op 2 april, waarna de Noordelijken haar de volgende dag innamen. Jefferson Davis vestigde zijn regering daarop in Danville, maar moest daar op 10 april wegvluchten (via het spoornetwerk waarop in het lied gezinspeeld wordt), waarbij hij op een haar na aan de raiders van Stoneman ontkwam. Vanaf toen moest hij blijven vluchten maar bleef de strijd nog voortzetten, tot hij op 10 mei bij Irwinville (Georgia) gevangengenomen werd en uiteindelijk "Richmond gevallen was".

## Joan Baez
In 1971 bracht de Amerikaanse singer-songwriter Joan Baez de commercieel succesvolste cover van The Night They Drove Old Dixie Down uit op haar album Blessed Are.... Zij veranderde een aantal regels tekst; in een interview vertelde zij dat zij de tekst nog nooit had gelezen voordat ze het lied zelf opnam en zong wat zij dacht dat er gezongen werd. In latere jaren zong zij tijdens optredens wel de oorspronkelijke tekst. Volgens het (sinds 1982 niet meer bestaande) Record World Magazine was de single eind september de best verkochte plaat en behaalde daarna de derde plaats in de Amerikaanse Billboard Hot 100 en de zesde plaats in de Britse UK Singles Chart. Ook in Australië, Canada, Ierland en Nieuw-Zeeland werd de top 10 gehaald. In Nederland piekte de single op de negende plaats in de Top 40 en op de tiende plaats in de Daverende Dertig.

### Hitnoteringen
Alle noteringen zijn behaald door de versie van Joan Baez.

#### Nederlandse Top 40
| Hitnotering: 16-10-1971 t/m 27-11-1971 | Hitnotering: 16-10-1971 t/m 27-11-1971 | Hitnotering: 16-10-1971 t/m 27-11-1971 | Hitnotering: 16-10-1971 t/m 27-11-1971 | Hitnotering: 16-10-1971 t/m 27-11-1971 | Hitnotering: 16-10-1971 t/m 27-11-1971 | Hitnotering: 16-10-1971 t/m 27-11-1971 | Hitnotering: 16-10-1971 t/m 27-11-1971 | Hitnotering: 16-10-1971 t/m 27-11-1971 |
| Week                                   | 1                                      | 2                                      | 3                                      | 4                                      | 5                                      | 6                                      | 7                                      |                                        |
| -------------------------------------- | -------------------------------------- | -------------------------------------- | -------------------------------------- | -------------------------------------- | -------------------------------------- | -------------------------------------- | -------------------------------------- | -------------------------------------- |
| Nummer                                 | 26                                     | 14                                     | 9                                      | 12                                     | 18                                     | 32                                     | 39                                     | uit                                    |

#### Daverende Dertig
| Hitnotering: 16-10-1971 t/m 13-11-1971 | Hitnotering: 16-10-1971 t/m 13-11-1971 | Hitnotering: 16-10-1971 t/m 13-11-1971 | Hitnotering: 16-10-1971 t/m 13-11-1971 | Hitnotering: 16-10-1971 t/m 13-11-1971 | Hitnotering: 16-10-1971 t/m 13-11-1971 | Hitnotering: 16-10-1971 t/m 13-11-1971 |
| Week                                   | 1                                      | 2                                      | 3                                      | 4                                      | 5                                      |                                        |
| -------------------------------------- | -------------------------------------- | -------------------------------------- | -------------------------------------- | -------------------------------------- | -------------------------------------- | -------------------------------------- |
| Nummer                                 | 26                                     | 15                                     | 10                                     | 10                                     | 18                                     | uit                                    |

#### NPO Radio 2 Top 2000
| Nummer met noteringen in de NPO Radio 2 Top 2000 | '99  | '00  | '01  | '02  | '03  | '04  | '05  | '06  | '07  | '08  | '09  | '10  |
| ------------------------------------------------ | ---- | ---- | ---- | ---- | ---- | ---- | ---- | ---- | ---- | ---- | ---- | ---- |
| The Night They Drove Old Dixie Down              | 1380 | 1295 | 1475 | 1479 | 1634 | 1275 | 1382 | 1612 | 1806 | 1555 | 1851 | 1974 |

1. ↑  Een vetgedrukt getal geeft de hoogste notering aan.
2. ↑  Deze tabel is bijgewerkt tot en met de laatste editie (2024).

## Andere covers
Andere covers van "The Night They Drove Old Dixie Down" werden gemaakt door onder meer The Allman Brothers Band, Big Country, The Black Crowes, Solomon Burke, Vikki Carr, Johnny Cash, Charlie Daniels Band, John Denver, Jerry Garcia Band, Glen Hansard, Jimmie Haskell met Jimmy Witherspoon, Richie Havens, Sophie B. Hawkins en Johnny Logan. Daarnaast behaalde Juliane Werding in Duitsland een nummer 1-hit in 1972 met "Am Tag als Conny Kramer starb", geschreven op de melodie van "The Night They Drove Old Dixie Down".